# Nicole Kidmans filmografi
Filmografien til skuespillerinden Nicole Kidman.

## Filmografi
| Films that have not yet been released | Denotes films that have not yet been released. |

| Year | Title                           | Role                      | Notes           | Ref.          |
| ---- | ------------------------------- | ------------------------- | --------------- | ------------- |
| 1983 | Bush Christmas                  | Helen Thompson            |                 | [ 1 ]         |
| 1983 | BMX Bandits                     | Judy                      |                 | [ 2 ]         |
| 1984 | Chase Through the Night         |                           | TV movie        |               |
| 1985 | Wills & Burke                   | Julia Matthews            |                 | [ 3 ]         |
| 1986 | Windrider                       | Jade                      |                 | [ 4 ]         |
| 1987 | The Bit Part                    | Mary McAllister           |                 | [ 5 ]         |
| 1988 | Emerald City                    | Helen Davey               |                 | [ 6 ]         |
| 1989 | Dead Calm                       | Rae Ingram                |                 | [ 7 ]         |
| 1990 | Days of Thunder                 | Dr. Claire Lewicki        |                 | [ 8 ]         |
| 1991 | Flirting                        | Nicola Radcliffe          |                 | [ 9 ]         |
| 1991 | Billy Bathgate                  | Drew Preston              |                 | [ 10 ]        |
| 1992 | Far and Away                    | Shannon Christie          |                 | [ 11 ]        |
| 1993 | Malice                          | Tracy Safian              |                 | [ 12 ]        |
| 1993 | My Life                         | Gail Jones                |                 | [ 13 ]        |
| 1995 | Batman Forever                  | Dr. Chase Meridian        |                 | [ 14 ]        |
| 1995 | To Die For                      | Suzanne Stone Maretto     |                 | [ 15 ]        |
| 1996 | The Portrait of a Lady          | Isabel Archer             |                 | [ 16 ]        |
| 1997 | The Peacemaker                  | Dr. Julia Kelly           |                 | [ 17 ]        |
| 1998 | Practical Magic                 | Gillian Owens             |                 | [ 18 ]        |
| 1999 | Eyes Wide Shut                  | Alice Harford             |                 | [ 19 ]        |
| 2001 | Moulin Rouge!                   | Satine                    |                 | [ 20 ]        |
| 2001 | The Others                      | Grace Stewart             |                 | [ 21 ]        |
| 2001 | Birthday Girl                   | Nadia / Sophia            |                 | [ 24 ] [ 22 ] |
| 2002 | The Hours                       | Virginia Woolf            |                 | [ 25 ] [ 26 ] |
| 2003 | Dogville                        | Grace Margaret Mulligan   |                 | [ 27 ]        |
| 2003 | In the Cut                      | —                         | Producer        | [ 28 ]        |
| 2003 | The Human Stain                 | Faunia Farley             |                 | [ 29 ]        |
| 2003 | Cold Mountain                   | Ada Monroe                |                 | [ 30 ]        |
| 2004 | The Stepford Wives              | Joanna Eberhart           |                 | [ 31 ]        |
| 2004 | Birth                           | Anna                      |                 | [ 32 ]        |
| 2004 | No. 5 the Film                  | Herself                   | Short film      | [ 33 ]        |
| 2005 | Tolken                          | Silvia Broome             |                 | [ 34 ]        |
| 2005 | Bewitched                       | Isabel Bigelow / Samantha |                 | [ 23 ]        |
| 2006 | Fur                             | Diane Arbus               |                 | [ 35 ]        |
| 2006 | Happy Feet                      | Norma Jean                | Voice role      | [ 36 ]        |
| 2007 | The Invasion                    | Dr. Carol Bennell         |                 | [ 37 ]        |
| 2007 | Margot at the Wedding           | Margot                    |                 | [ 38 ]        |
| 2007 | The Golden Compass              | Marisa Coulter            |                 | [ 39 ]        |
| 2008 | Australia                       | Lady Sarah Ashley         |                 | [ 40 ]        |
| 2009 | Nine                            | Claudia Jenssen           |                 | [ 41 ]        |
| 2010 | Rabbit Hole                     | Becca Corbett             | Also producer   | [ 42 ]        |
| 2011 | Just Go with It                 | Devlin Adams              |                 | [ 43 ]        |
| 2011 | Trespass                        | Sarah Miller              |                 | [ 44 ]        |
| 2011 | Monte Carlo                     | —                         | Producer        | [ 28 ]        |
| 2012 | The Paperboy                    | Charlotte Bless           |                 | [ 45 ]        |
| 2013 | Stoker                          | Evelyn Stoker             |                 | [ 46 ]        |
| 2013 | The Railway Man                 | Patti Lomax               |                 | [ 47 ]        |
| 2014 | Grace of Monaco                 | Grace Kelly               |                 | [ 48 ]        |
| 2014 | Before I Go to Sleep            | Christine Lucas           |                 | [ 49 ]        |
| 2014 | Paddington                      | Millicent Clyde           |                 | [ 50 ]        |
| 2015 | Strangerland                    | Catherine Parker          |                 | [ 51 ]        |
| 2015 | Queen of the Desert             | Gertrude Bell             |                 | [ 52 ]        |
| 2015 | The Family Fang                 | Annie Fang                | Also producer   | [ 53 ]        |
| 2015 | Secret in Their Eyes            | Claire Sloane             |                 | [ 54 ]        |
| 2016 | Genius                          | Aline Bernstein           |                 | [ 55 ]        |
| 2016 | Lion                            | Sue Brierley              |                 | [ 56 ]        |
| 2017 | How to Talk to Girls at Parties | Queen Boadicea            |                 | [ 57 ]        |
| 2017 | The Killing of a Sacred Deer    | Anna Murphy               |                 | [ 58 ]        |
| 2017 | The Beguiled                    | Martha Farnsworth         |                 | [ 59 ]        |
| 2017 | The Upside                      | Yvonne Pendleton          |                 | [ 60 ]        |
| 2017 | Great Performers: Horror Show   | The Possessed             | Short film      | [ 61 ]        |
| 2018 | Destroyer                       | Erin Bell                 |                 | [ 62 ]        |
| 2018 | Boy Erased                      | Nancy Eamons              |                 | [ 63 ]        |
| 2018 | Aquaman                         | Queen Atlanna             |                 | [ 64 ]        |
| 2019 | The Goldfinch                   | Samantha Barbour          |                 | [ 65 ]        |
| 2019 | Bombshell                       | Gretchen Carlson          |                 | [ 66 ]        |
| 2020 | The Prom                        | Angie Dickinson           |                 | [ 67 ]        |
| 2021 | Being the Ricardos              | Lucille Ball              |                 | [ 68 ]        |
| 2022 | The Northman                    | Queen Gudrun              |                 | [ 69 ]        |
| 2023 | A Family Affair                 |                           | Post-production | [ 70 ]        |
| 2023 | Aquaman and the Lost Kingdom    | Queen Atlanna             | Post-production | [ 71 ]        |
| 2024 | Spellbound                      | Queen Ellsmere            | Voice role      | [ 72 ]        |
| TBA  | Holland, Michigan               |                           | Filming         | [ 73 ]        |